# American Horror Story: Freak Show
American Horror Story: Freak Show is het vierde seizoen van de Amerikaanse dramaserie American Horror Story. Het verhaal staat volledig los van het voorgaande seizoen en speelt zich hoofdzakelijk af in en rond een circusgemeenschap.
Naomi Grossman en Lily Rabe hernemen de rollen van respectievelijk Pepper en Mary Eunice, die ze ook in het tweede seizoen speelden. Daarmee is er voor het eerst sinds de start van de serie, een zichtbare link tussen twee seizoenen.
Reeds vanaf november 2014 wordt het seizoen ook in Vlaanderen uitgezonden, op Prime Series.

## Verhaallijn
Het verhaal speelt zich af in 1952 in Florida, waar de Duitse expat Elsa Mars (Jessica Lange) een van Amerika's laatste freakshows tracht overeind te houden. Ze wordt daartoe geholpen door Ethel Darling (Kathy Bates), een bebaarde vrouw die haar trouw is sinds ze haar van een alcoholverslaving afhielp. Ethels zoon Jimmy Darling (Evan Peters) is met zijn krabbehanden een van de voornaamste gezichten van het spektakel, al haat hij het om als "freak" te worden aangezien. Hij brengt menig vrouwenharten op hol, zo ook dat van de Siamese tweeling Bette en Dot (Sarah Paulson), die door Elsa als nieuwste attractie wordt geïntroduceerd. Ook de krachtpatser Dell Toledo (Michael Chiklis) en zijn drieborstige echtgenote Desiree Dupree (Angela Bassett) zijn nieuwkomers die het gezelschap vervoegen.
Een reeks gruwelijke moorden in de omgeving maakt dat de publieke opinie des te sceptischer wordt ten opzichte van de freakshow. De politie gaat er immers van uit dat het gezelschap hierin betrokken is. Intussen gaat de werkelijke dader (John Carroll Lynch) ongestoord zijn gangen en vindt hij een medestander in rijkeluiszoon Dandy Mott (Finn Wittrock), die zich anders stierlijk verveelt ten huize moeder Gloria (Frances Conroy). Ook het oplichtersduo Stanley (Denis O'Hare) en Maggie (Emma Roberts) lijkt tot moorden bereid. Een  museum gespecialiseerd in misvormde wezens biedt hen immers veel geld in ruil voor menselijk tentoonstellingsmateriaal.

## Rolverdeling

### Hoofdbezetting
- Sarah Paulson als Bette & Dot Tattler
- Evan Peters als Jimmy Darling
- Michael Chiklis als Dell Toledo
- Frances Conroy als Gloria Mott
- Denis O'Hare als Stanley
- Emma Roberts als Maggie Esmerelda
- Finn Wittrock als Dandy Mott
- Angela Bassett als Desiree Dupree
- Kathy Bates als Ethel Darling
- Jessica Lange als Elsa Mars

### Speciale gasten
- Celia Weston als Lillian Hemmings (5x)
- Wes Bentley als Edward Mordrake (3x)
- Gabourey Sidibe als Regina Ross (3x)
- Danny Huston als Massimo Dolcefino (3x)
- Neil Patrick Harris als Chester Creb (2x)
- Lily Rabe als Mary Eunice McKee (1x)
- Matt Bomer als Andy (1x)

### Terugkerende bezetting
- Erika Ervin als Eve (13x)
- Mat Fraser als Paul (13x)
- Jyoti Amge als Ma Petite (12x)
- Rose Siggins als Suzi (12x)
- Naomi Grossman als Pepper (10x)
- Christopher Neiman als Salty (9x)
- Drew Rin Varick als Toulouse (9x)
- Grace Gummer als Penny (6x)
- John Carroll Lynch als Twisty (5x)
- Chrissy Metz als Barbara (5x)
- Skyler Samuels als Bonnie Lipton (4x)
- Patti LaBelle als Dora (4x)
- Lee Tergesen als Vince (3x)
- Malcolm-Jamal Warner als Angus T. Jefferson (3x)
- Ben Woolf als Meep (3x)
- Jamie Brewer als Marjorie (2x)

## Afleveringen
| Afleveringnummer | Afleveringnummer | Titel                     | Eerste uitzending VS |
| Serie            | Seizoen          | Titel                     | Eerste uitzending VS |
| ---------------- | ---------------- | ------------------------- | -------------------- |
| 39               | 1                | Monsters Among Us         | 8 oktober 2014       |
| 40               | 2                | Massacres and Matinees    | 15 oktober 2014      |
| 41               | 3                | Edward Mordrake (Part 1)  | 22 oktober 2014      |
| 42               | 4                | Edward Mordrake (Part 2)  | 29 oktober 2014      |
| 43               | 5                | Pink Cupcakes             | 5 november 2014      |
| 44               | 6                | Bullseye                  | 12 november 2014     |
| 45               | 7                | Test of Strength          | 19 november 2014     |
| 46               | 8                | Blood Bath                | 3 december 2014      |
| 47               | 9                | Tupperware Party Massacre | 10 december 2014     |
| 48               | 10               | Orphans                   | 17 december 2014     |
| 49               | 11               | Magical Thinking          | 7 januari 2015       |
| 50               | 12               | Show Stoppers             | 14 januari 2015      |
| 51               | 13               | Curtain Call              | 21 januari 2015      |